# Nyiragongo
Pour l’article homonyme, voir Nyiragongo (territoire).
Le Nyiragongo, anciennement orthographié Niragongo, est un stratovolcan culminant à 3 470 m d'altitude dans la vallée du Grand Rift, dans l'Est de la république démocratique du Congo. Il est localisé dans les montagnes des Virunga à une vingtaine de kilomètres au nord de la ville de Goma et du lac Kivu et à l'ouest de la frontière du Rwanda. Par sa proximité avec des zones densément peuplées, ses éruptions fréquentes dont la dernière a débuté le 17 mai 2002 – avec une nouvelle phase éruptive le 22 mai 2021 – et la présence d'un lac de lave quasiment permanent (une rareté dans le monde) pouvant se déverser sur ses pentes en de longues coulées de lave considérées comme les plus rapides au monde, le Nyiragongo est un des volcans les plus actifs et dangereux d'Afrique.

## Toponymie et étymologie
Le Nyiragongo est également appelé Graf Gotzen Krater, Kirunga Cha Nina Gongo, Kirunge Cha Niragongo, Kirunge Ya Gongo, Kirungo Cha Gongo, Kirungu Tscha Gongo, Kirungu Tscha Gongwe, Ninagongo, Niragonwe ou encore Revire Nganga.

## Géographie

### Situation
Le Nyiragongo est situé en Afrique de l'Est, à l'extrême est de la république démocratique du Congo, à moins de 10 km de la frontière rwandaise située au sud-est et à 10 km de la frontière ougandaise au nord-est. Faisant partie des montagnes des Virunga, une chaîne volcanique, à cheval sur les trois États, il est l'un des volcans de la branche occidentale de la vallée du Grand Rift et est inclus dans le parc national des Virunga,. Il est entouré par le lac Kivu, la ville congolaise de Goma et la ville rwandaise de Gisenyi au sud, par le volcan Nyamuragira au nord-nord-ouest et par les volcans Karisimbi et Mikeno à l'est-nord-est.

### Topographie

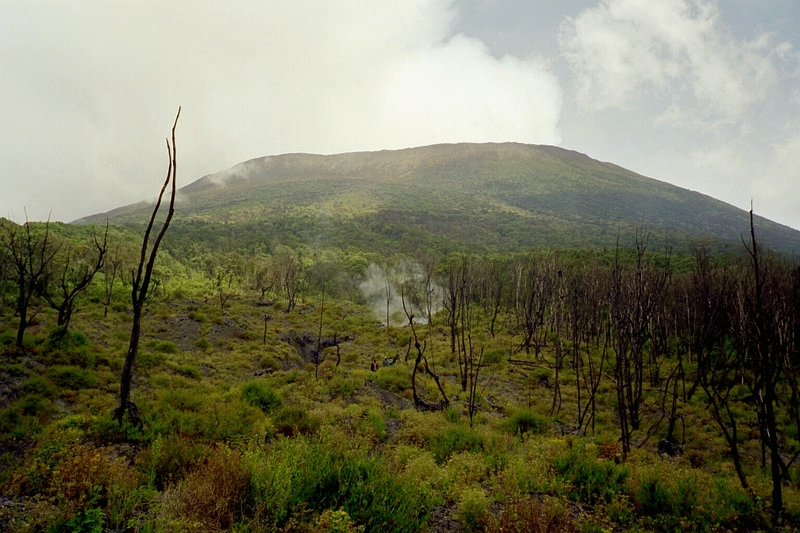
Vue du sommet du Nyiragongo depuis ses pentes.

La montagne culmine à 3 470 mètres d'altitude et a un sommet formé d'un cratère de 1,2 km de diamètre. Ses pentes prononcées caractéristiques d'un stratovolcan sont interrompues par la présence de deux anciens volcans, le Baruta au nord et le Shaheru au sud, ainsi que par une chaîne de bouches éruptives. Celles-ci ont formé une centaine de cônes volcaniques s'étirant selon un axe nord-est-sud-ouest depuis l'est du sommet jusqu'au lac Kivu.

### Climat
Au sommet du volcan, il fait entre 7 °C et 9 °C[réf. nécessaire].
| Mois                              | jan. | fév. | mars | avril | mai  | juin | jui. | août | sep. | oct. | nov. | déc. | année |
| --------------------------------- | ---- | ---- | ---- | ----- | ---- | ---- | ---- | ---- | ---- | ---- | ---- | ---- | ----- |
| Température minimale moyenne (°C) | 14,4 | 15   | 12,2 | 15    | 14,4 | 13,9 | 12,8 | 14,4 | 13,9 | 13,9 | 13,9 | 14,4 | 14,03 |
| Température maximale moyenne (°C) | 26,1 | 25,6 | 25,6 | 25    | 25   | 25   | 25,6 | 26,1 | 25,6 | 26,1 | 25   | 25,6 | 25,5  |
| Précipitations (mm)               | 117  | 71   | 102  | 155   | 142  | 51   | 20   | 66   | 140  | 157  | 124  | 112  | 1 257 |

## Histoire éruptive

### XIXesiècle
La première éruption du Nyiragongo observée par des Occidentaux date de 1884.

### XXesiècle

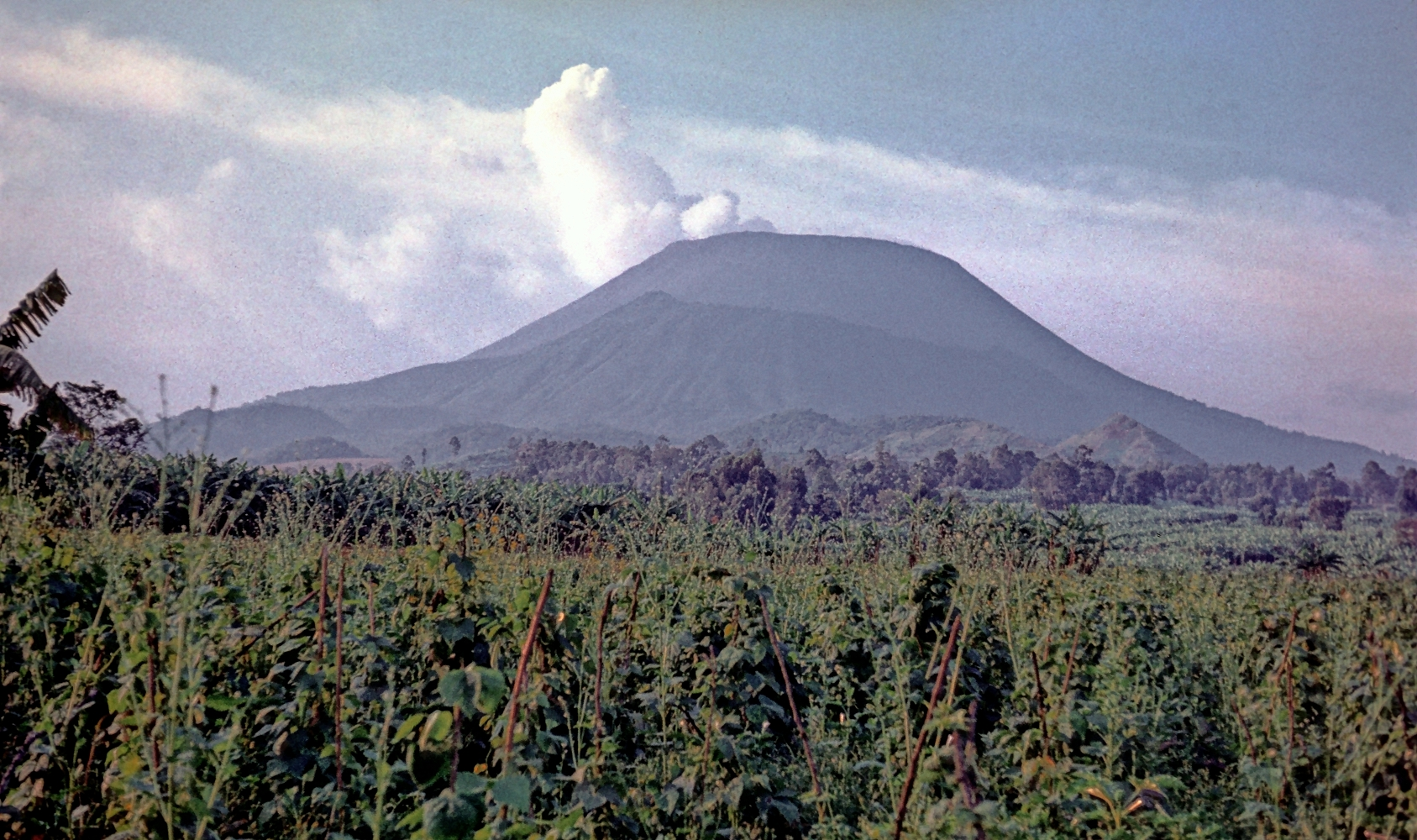
Vue du Nyiragongo en 1975.

Le caractère explosif des éruptions des XVIIIe et XIXe siècles est remplacé par l'émission de laves très fluides sous forme de longues coulées, à partir de l'éruption de 1927 qui se termine en 1977. Au cours de cette éruption d'un demi-siècle, un lac de lave se met progressivement en place dans le cratère sommital du volcan. Haroun Tazieff (université de Bruxelles) le découvre en 1948, ce qui en fait le seul connu à l'époque[réf. nécessaire] après la disparition en 1924 de celui du Kīlauea à Hawaï.
C'est au Nyiragongo que, en 1958, Tazieff conduit une expédition scientifique pluridisciplinaire sur un volcan actif. C'est une première et c'est à l'occasion de celle-ci que des échantillons de gaz éruptifs captés à 1 000 °C à leur sortie du lac de magma prouvent que celui-ci contient de l'eau et des métaux, découvrant par là le rôle joué par les volcans dans la formation des gisements métallifères. Cette découverte est aussi une première grâce à deux spectrogrammes nocturnes de flammes volcaniques réalisées par l'astronome Armand Delsemme (université de Liège) qui fait partie de l'expédition.
Le lac de lave se vide brutalement le 10 janvier 1977 en moins d'une heure en donnant naissance à une coulée de lave qui se dirige vers la ville de Goma, située à dix kilomètres au sud du volcan, en s'arrêtant à proximité de l'aéroport, non sans avoir provoqué la mort de 600 personnes et des dégâts matériels[réf. nécessaire]. Le volume de 22 millions de mètres cubes de lave du lac laisse alors la place à un cratère de 900 m de profondeur[réf. nécessaire].
Le lac de lave réapparaît dans le cratère principal du 21 juin à octobre 1982, du 23 juin 1994 à mars 1996 lorsqu'il se fige à 245 m[réf. nécessaire] sous le sommet du cratère et le 17 janvier 2002 lors d'une éruption terminée le 3 février qui voit à nouveau le lac de lave d'un volume de 25 millions de mètres cubes se vider sur les pentes du volcan par trois failles en direction de Goma. La cité de 250 000 habitants est traversée par deux coulées de lave très fluide d'une soixantaine de mètres de largeur qui détruisent, outre quatorze villages, 18 % de la ville, 80 % de son économie et font 70 morts. Une des deux coulées atteint le lac Kivu ce qui fait craindre l'arrivée d'une autre catastrophe avec le déclenchement d'une éruption limnique par déstabilisation des couches d'eau du lac[réf. nécessaire].

### XXIesiècle

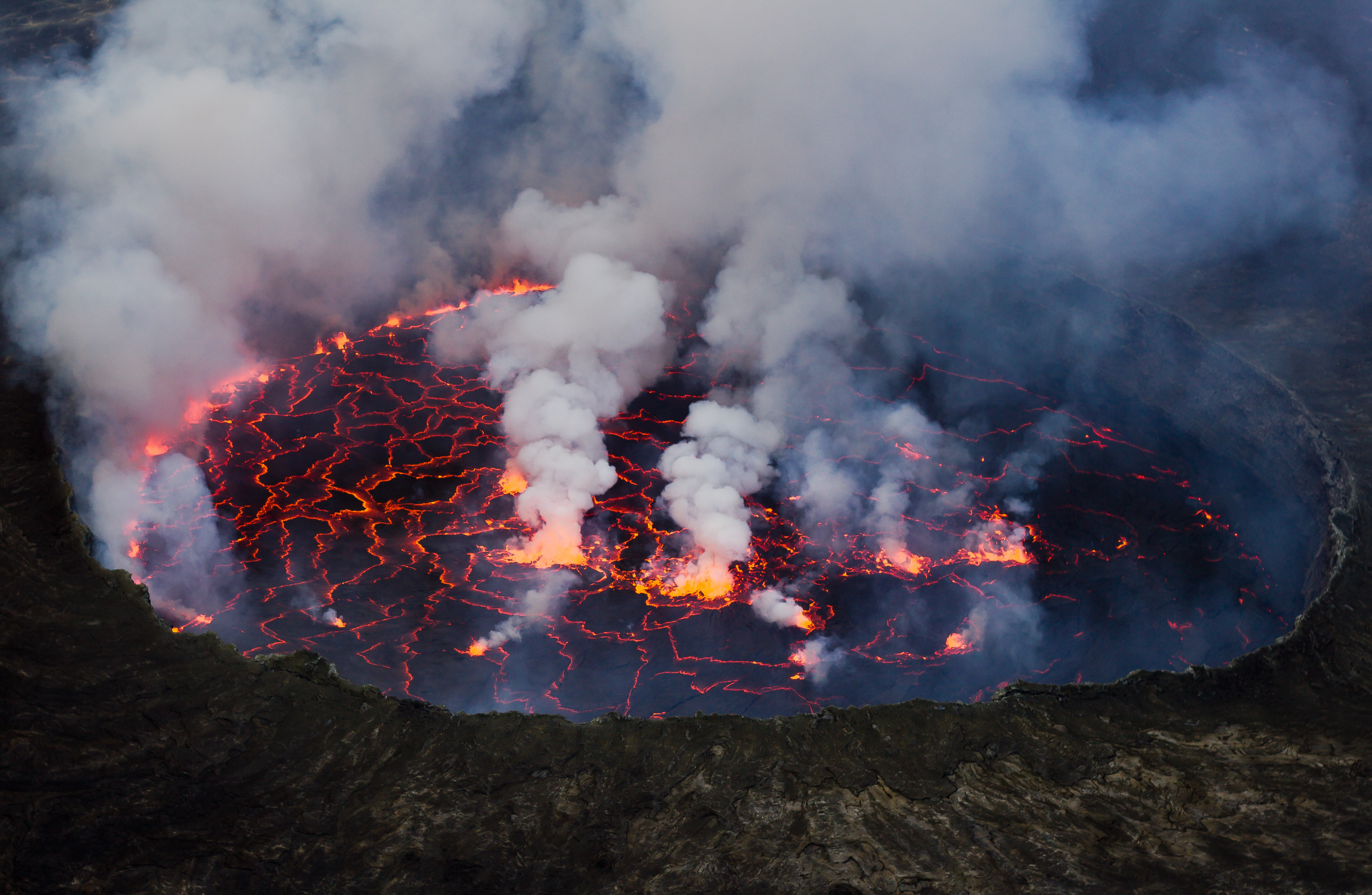
Vue du lac de lave du Nyiragongo en 2011.

Le 17 mai 2002, un nouveau lac de lave se met en place dans le cratère de 760 m de profondeur[réf. nécessaire] au cours d'une éruption encore en cours au début de l'année 2011. Ce lac de 200 m de diamètre est continuellement brassé et maintenu liquide par la remontée quotidienne de 12 000 à 20 000 tonnes de dioxyde de soufre qui forme un panache s'échappant du cratère sommital du volcan[réf. nécessaire]. En 2002, les écoulements de lave ont tué environ 250 personnes, détruit 20 % de la ville de Goma et fait fuir des centaines de milliers d'habitants.
En février 2020, une mission volcanologique constate que le lac de lave se remplit à un rythme alarmant, avec un risque maximum d'ici quatre ans, et bien avant s'il se produit un tremblement de terre,. En 2020, la population soumise au risque a plus que doublé, dépassant 1,5 million d'habitants. Le 22 mai 2021, le volcan connaît une nouvelle phase éruptive. Deux coulées se sont déversées sur les flancs du volcan dont une en direction de la ville de Goma qui s'est arrêtée aux limites la ville. Plusieurs villages ont cependant été touchés et treize victimes indirectes sont à déplorer.

## Activités

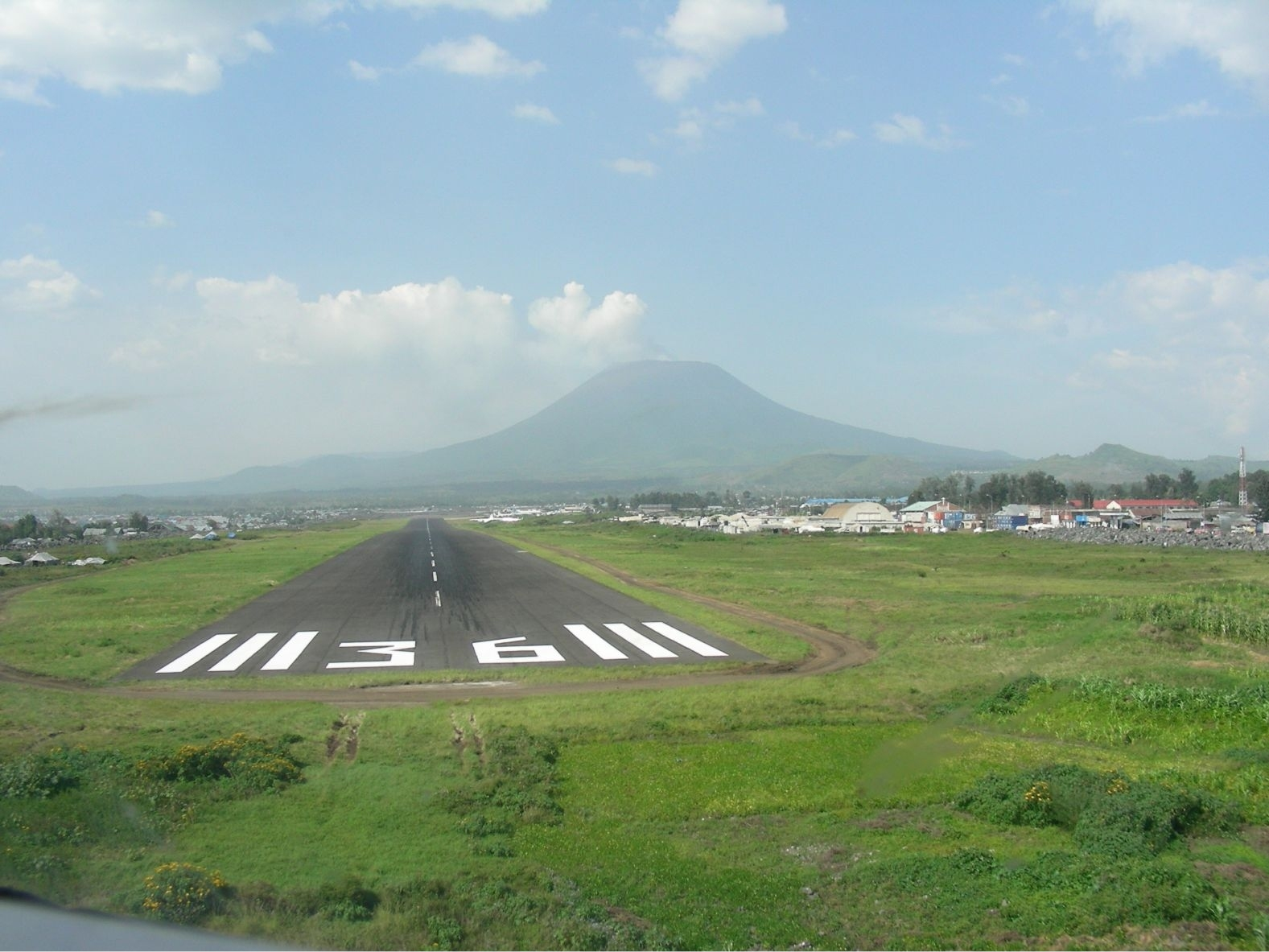
Vue distante du Nyiragongo depuis un avion à l'atterrissage à l'aéroport de Goma au sud du volcan.

### Économie locale
La ville de Goma se trouve sur les pentes du volcan. Deux millions de personnes vivent sous la menace de ce volcan actif.

### Protection environnementale
Le parc national des Virunga comprend une partie du volcan.

### Évaluation et prévention des risques
L'ascension de ce volcan est particulièrement dangereuse, les émanations gazeuses de dioxyde de carbone sur ses flancs pouvant asphyxier une personne ou un animal. Tout autour de ce volcan se trouvent de nombreux mazukus qui occasionnent régulièrement des décès, notamment d'enfants s'enfonçant dans ces cuvettes à l'allure inoffensive[réf. nécessaire].

## Culture populaire
Au Rwanda, dans le culte traditionnel du kubandwa (culte des ancêtres), il se peut que les esprits des ancêtres non-initiés soient condamnés aux flammes du Nyiragongo.

### Filmographie
- Le Volcan interdit, Haroun Tazieff, 1966, 90 minutes. Film nommé aux Oscars, catégorie meilleur documentaire ; grand prix du cinéma pour la jeunesse.
- Nyiragongo, voyages au centre de la Terre, Régis Étienne, Olivier Grunewald, 2015, 52 minutes.
- Nyiragongo, voyage au cœur du volcan, Ben Wilson & Simon Winchcombe, 2017, 50 minutes.